# Liste der Universitäten in Albanien
Die Liste der Universitäten in Albanien beinhaltet sowohl die staatlich-öffentlichen wie auch die privaten Universitäten und Hochschulen in Albanien, die von der Agjencia e Sigurimit të Cilësisë në Arsimin e Lartë, der unabhängigen staatlichen Agentur für Qualität an Ausbildungseinrichtungen für höhere Bildung, akkreditiert worden sind.

## Staatlich-öffentliche Universitäten und Hochschulen
| Siegel | Name                                    | Stadt       | Gründungsjahr | Studenten | Fakultäten | Akkreditierung 2017 |
| ------ | --------------------------------------- | ----------- | ------------- | --------- | --- | ------------------- |
|        | Universität Alexander Moissi            | Durrës      | 2005          | 10.000    | - Wirtschaftswissenschaft - Pädagogik - Berufsausbildung - Politik- und Rechtswissenschaft - Technologie und Information - Filiale in Peshkopia - Naturwissenschaft - Integrierte praktische Studien (duale Ausbildung) | 4 Jahre             |
|        | Universität Aleksandër Xhuvani          | Elbasan     | 1991          |           | - Humanwissenschaft - Pädagogik - Naturwissenschaft - Wirtschaftswissenschaft | 3 Jahre             |
|        | Universität Eqrem Çabej                 | Gjirokastra | 1991          | 1627      | - Naturwissenschaft - Pädagogik und Sozialwissenschaften | 3 Jahre             |
|        | Universität Fan S. Noli                 | Korça       | 1992          | 7200      | - Natur- und Humanwissenschaft - Pädagogik und Philologie - Wirtschaftswissenschaft - Agrarwissenschaften | 5 Jahre             |
|        | Universität Ismail Qemali               | Vlora       | 1994          | 10.000    | - Wirtschaftswissenschaft - Gesundheitswissenschaften - Humanwissenschaft - Ingenieurwissenschaften | 3 Jahre             |
|        | Universität der Künste                  | Tirana      | 1966          | 1000      | - Musik - Bildende Kunst - Darstellende Kunst | 4 Jahre             |
|        | Landwirtschaftliche Universität         | Kamza       | 1951          | 6000      | - Agrar- und Umweltwissenschaften - Wirtschaftswissenschaft und Agribusiness - Biotechnologie und Ernährungswissenschaft - Forstwissenschaft - Veterinärmedizin                                                         | 4 Jahre             |
|        | Universität Luigj Gurakuqi              | Shkodra     | 1991          | 11.500    | - Sozialwissenschaften - Naturwissenschaft - Pädagogik - Wirtschaftswissenschaft - Rechtswissenschaft - Fremdsprachen                                                                                                   | 2 Jahre             |
|        | Magistratenschule der Republik Albanien | Tirana      | 1997          | 30        | Nachdiplom für angehende Richter und Staatsanwälte | –                   |
|        | Medizin-Universität Tirana              | Tirana      | 2013          | 8000      | - Medizin - Zahnmedizin - Medizintechnik | 5 Jahre             |
|        | Militärakademie Skanderbeg              | Tirana      | 1958          | 88        | - Militärakademie | –                   |
|        | Polytechnische Universität              | Tirana      | 1991          | 6300      | - Tiefbau - Informationstechnik - Maschinenbau - Geologie und Bergbau - Technomathematik und Technische Physik | 3 Jahre             |
|        | Sicherheitsakademie                     | Sauk        | 1971          |           | - Polizeiakademie | –                   |
|        | Sportuniversität Tirana                 | Tirana      | 1958          | 26.600    | - Bewegungswissenschaft - Trainingswissenschaft | 3 Jahre             |
|        | Universität Tirana                      | Tirana      | 1957          | 26.600    | - Wirtschaftswissenschaft - Rechtswissenschaft - Geschichtswissenschaft und Philologie - Naturwissenschaft - Fremdsprachen - Pflegewissenschaft - Sozialwissenschaften                                                  | 1 Jahr              |

## Private Universitäten und Hochschulen
| Siegel | Name                                                  | Stadt                | Gründungsjahr | Studenten | Fakultäten |
| ------ | ----------------------------------------------------- | -------------------- | ------------- | --------- | --- |
|        | Albanian University (früher UFO)                      | Tirana, Fier, Berat  | 2004          | 6500      | - Medizin - Architektur und Ingenieurwissenschaften - Sozialwissenschaften                                                                                                 |
|        | Universität Aldent                                    | Tirana               | 2013          | 1250      | - Zahnmedizin - Pharmazie - Zahntechnik - Physiotherapie - Krankenpflege - Medizintechnik                                                                                  |
|        | Epitech                                               | Tirana Business Park | 2017          | 15        | - Informatik |
|        | Epoka-Universität                                     | Tirana               | 2008          |           | - Wirtschafts- und Verwaltungswissenschaft - Architektur und Ingenieurwissenschaften                                                                                       |
|        | Europäische Universität                               | Tirana               | 2006          | 1030      | - Sozialwissenschaften und Pädagogik - Wirtschaftswissenschaft - Rechtswissenschaft                                                                                        |
|        | Katholische Universität „Maria, Mutter vom Guten Rat“ | Tirana, Elbasan      | 2004          | 1945      | - Medizin - Pharmazie - Wirtschaft- und Politikwissenschaften - Fremdsprachen                                                                                              |
|        | Akademie Marubi für Film und Multimedia               | Tirana               | 2004          | 15        | - Film und Medien |
|        | Mesdhetar-Universität                                 | Tirana               | 2009          | 2397      | - Wirtschaftswissenschaft - Rechtswissenschaft - Politikwissenschaft |
|        | University of New York Tirana                         | Tirana               | 2002          | 703       | - Verwaltungswissenschaft - Mathematik und Naturwissenschaft - Informatik und Informationswissenschaft - Englische Sprache und Literatur - Human- und Sozialwissenschaften |
|        | Universität Polis                                     | Tirana               | 2006          | 800       | - Architektur und Design - Stadtplanung und Umweltmanagement - Forschung und Entwicklung - Interdisziplinäres Studienzentrum für Forschung und Innovation                  |

## Ehemalige Universitäten
| Name                | Stadt  | Gründungsjahr | Schließung | Fakultäten | Bemerkung             |
| ------------------- | ------ | ------------- | ---------- | --- | --------------------- |
| Bedër-Universität   | Tirana | 2011          | 2014       | | heute eine Hochschule |
| Universität Kristal | Tirana | 2006          | 2014       | - Kunstgeschichte - Wirtschaftswissenschaft - Ingenieurwissenschaften - Medizin - Rechts- und Sozialwissenschaften |                       |